# Carnival is Forever
Carnival is Forever – piąty album studyjny polskiej grupy muzycznej Decapitated. Wydawnictwo ukazało się 12 lipca 2011 roku w Polsce i w Ameryce Północnej. Z kolei w Europie płyta ukazała się 15 lipca 2011 roku. Nagrania zostały wydane przez wytwórnię muzyczną Nuclear Blast. W Polsce płyta została wydana przez Riffs Factory w dystrybucji Mystic Production. Płytę poprzedził opublikowany 28 czerwca 2011 roku utwór w formie digital stream pt. „Homo Sum”. Nagrania dotarły do 17. miejsca listy Billboard Top Heatseekers w Stanach Zjednoczonych sprzedając się w nakładzie 2100 egzemplarzy w przeciągu tygodnia od dnia premiery.
Wydawnictwo zajęło 3. miejsce w plebiscycie „najlepsza płyta w historii polskiego metalu” przeprowadzonym przez czasopismo Machina.

## Realizacja
Album został zarejestrowany w RG Studio w Gdańsku we współpracy z inżynierami dźwięku: Arkadiuszem „Maltą” Malczewski i Danielem Bergstrandem, który również zmiksował wszystkie utwory. Mastering w Prong Production w Szwecji wykonał Rickard Sporrong znany m.in. ze współpracy z Evergrey. Produkcję muzyczną wykonał lider formacji Wacław „Vogg” Kiełtyka i Malczewski. Wszystkie teksty na potrzeby płyty napisał Jarosław „Jaro.Slav” Szubrycht - wokalista grupy Lux Occulta. Fotografię widniejącą na okładce wykonał Łukasz Jaszak.
Podczas sesji Carnival is Forever Wacław „Vogg” Kiełtyka korzystał z sześciostrunowych gitar Dean ML Custom Shop i Gibson Shred V oraz siedmiostrunowej gitary ESP 7 Custom Shop należącej do Patryka „Setha” Sztybera znanego z występów w grupie Behemoth. Wśród zastosowanych wzmacniaczy gitarowych znalazły się takie modele jak: Crate Excalibur, Bogner Ubershall, Diesel Herbert, VHT Pitbull oraz Marshall Valvestate. Muzyk użył ponadto kolumn głośnikowych Mesa Boogie i Ashdown, strun Ernie Ball, kabli Laboga oraz szeregu efektów: BOSS DD-3, Digitech Whammy i Morley Bad Horsie.
Basista Filip „Heinrich” Hałucha zarejestrował swoje partie w trzy dni. Do nagrań muzykowi posłużyły wzmacniacze Ampeg SVT Classic i Ampeg B4R oraz gitara basowa Mayones Slogan 5 Custom. Perkusista Kerim „Krimh” Lechner podczas nagrań wykorzystał talerze perkusyjne firmy Meinl, której od 2010 roku jest endorserem. Wśród wykorzystanych czyneli znalazły się modele: 20” Mb8 Heavy Ride, 14” Mb10 Heavy Soundwave Hihat, 20” Soundcaster Custom China, 18” Byzance Brilliant Medium Thin Crash, 16” Soundcaster Custom Medium Crash i 10” Mb20 Rock Splashes. Do zarejestrowania śladów bębnów posłużył mieszany zestaw Starclassic i Superstar firmy Tama pozostający na wyposażeniu RG Studio. Lechner wykorzystał także naciągi firmy Evans i pedały perkusyjne Monlit Czarcie Kopyto zmodyfikowane o drewniany bijak pochodzący z mechanizmu Tama Iron Cobra.

## Lista utworów
Opracowano na podstawie materiału źródłowego.
| Nr | Tytuł utworu          | Słowa                | Muzyka                                          | Długość |
| -- | --------------------- | -------------------- | ----------------------------------------------- | ------- |
| 1. | „The Knife”           | Jarosław Szubrycht   | Wacław Kiełtyka, Witold Kiełtyka, Kerim Lechner | 04:34   |
| 2. | „United”              | Jarosław Szubrycht   | Wacław Kiełtyka, Kerim Lechner                  | 05:26   |
| 3. | „Carnival Is Forever” | Jarosław Szubrycht   | Wacław Kiełtyka, Witold Kiełtyka, Kerim Lechner | 08:51   |
| 4. | „Homo Sum”            | Jarosław Szubrycht   | Wacław Kiełtyka, Witold Kiełtyka, Kerim Lechner | 04:35   |
| 5. | „404”                 | Jarosław Szubrycht   | Wacław Kiełtyka, Witold Kiełtyka, Kerim Lechner | 05:10   |
| 6. | „A View From A Hole”  | Jarosław Szubrycht   | Wacław Kiełtyka, Kerim Lechner                  | 06:13   |
| 7. | „Pest”                | Jarosław Szubrycht   | Wacław Kiełtyka, Witold Kiełtyka, Kerim Lechner | 03:38   |
| 8. | „Silence”             | utwór instrumentalny | Wacław Kiełtyka                                 | 04:18   |
|    |                       |                      |                                                 | 42:45   |

| DVD | DVD                             | DVD     |
| Nr  | Tytuł utworu                    | Długość |
| --- | ------------------------------- | ------- |
| 1.  | „Making of Carnival is Forever” | 19:35   |

## Twórcy
Opracowano na podstawie materiału źródłowego.
| Zespół Decapitated w składzie - Rafał „Rasta” Piotrowski – wokal prowadzący - Wacław „Vogg” Kiełtyka – gitara rytmiczna, gitara prowadząca, produkcja muzyczna - Filip „Heinrich” Hałucha – gitara basowa - Kerim „Krimh” Lechner – perkusja Dodatkowi muzycy - Bartosz Hervy – gościnnie instrumenty klawiszowe | Produkcja - Jarosław „Jaro.Slav” Szubrycht – słowa - Arkadiusz „Malta” Malczewski – inżynieria dźwięku, produkcja muzyczna - Daniel Bergstrand – inżynieria dźwięku, miksowanie (Dugout Studio, Szwecja, marzec 2011) - Rickard Sporrong – mastering (Prong Production, Szwecja, kwiecień 2011) - Łukasz Jaszak – okładka, zdjęcia, design - Wojciech Kiełtyka – konsultacje |

## Notowania
| Kraj              | Lista                                 | Pozycja |
| ----------------- | ------------------------------------- | ------- |
| Stany Zjednoczone | Billboard Top Heatseekers             | 11      |
| Stany Zjednoczone | Billboard Top Heatseekers (Northeast) | 4       |
| Stany Zjednoczone | Billboard Top Heatseekers (Pacific)   | 8       |

## Wydania
| Rok  | Nr katalogowy       | Format         | Wytwórnia                        | Region                   | Źródło |
| ---- | ------------------- | -------------- | -------------------------------- | ------------------------ | ------ |
| 2011 | MYSTCD 170          | CD, CD+DVD     | Riffs Factory, Mystic Production | Polska                   | [ 27 ] |
| 2011 | NB 2724-1/NB 2748-2 | CD, CD+DVD, LP | Nuclear Blast                    | Stany Zjednoczone/Europa | [ 27 ] |
| 2011 | ICARUS 830          | CD             | Icarus Music                     | Argentyna                | [ 27 ] |
| 2011 | COCB-60011          | CD             | Nippon Columbia                  | Japonia                  | [ 29 ] |